# Alex Usifo
Alex Usifo né le 16 avril 1953 à Ewohimi, au Nigeria, est un acteur nigérian.
Il travaille à Nollywood.

## Filmographie
- 2013 : Okoro the Prince : Oba Ozuola
- 2007 : Strong Men at Work
- 2007 : Trumpet of Death
- 2007 : Who am I ?
- 2006 : The Guilty
- 2006 : Final Point
- 2005 : Azima
- 2004 : Dangerous Sisters
- 2002 : My love
- 2001 : Desperadoes
- 1996 : Silent Night